# Filtro a elementi distribuiti
Un filtro a elementi distribuiti è un filtro in cui capacità, induttanza e resistenza (gli elementi del circuito) non sono localizzati in condensatori, induttori e resistori discreti come invece lo sono nei filtri convenzionali. Lo scopo dei filtri a elementi distribuiti è lasciar passare un intervallo di frequenze dei segnali, ma di bloccare le altre. I filtri convenzionali vengono realizzati con induttori e condensatori e i circuiti così costruiti sono descritti dal modello a elementi concentrati, che considera ogni elemento come se fosse "interamente concentrato" in unico punto. Questo modello è concettualmente semplice, ma diventa sempre meno accurato all'aumentare della frequenza dei segnali, o equivalentemente al diminuire della lunghezza d'onda. Il modello a elementi distribuiti si applica a tutte le frequenze ed è usato nella teoria delle linee di trasmissione; molti componenti a elementi distribuiti sono costituiti da brevi tratti di linee di trasmissione. Nella trattazione secondo il modello a elementi distribuiti dei circuiti, gli elementi sono distribuiti in tutta la lunghezza dei conduttori e sono indissolubilmente mescolati insieme. La progettazione di un filtro di solito riguarda solo l'induttanza e la capacità, ma a causa di questa mescolanza di elementi, essi non possono essere trattati come condensatori e induttori "concentrati" separati. Non c'è una frequenza precisa sopra la quale devono essere usati i filtri a elementi distribuiti ma essi sono associati specialmente con la banda delle microonde (lunghezza d'onda minore di un metro).
I filtri a elementi distribuiti sono usati in molte delle stesse applicazioni in cui si utilizzano i filtri a elementi concentrati, come la selettività dei canali radio, la filtrazione del rumore e il multiplexing di molti segnali in un canale. I filtri a elementi distribuiti possono essere costruiti in modo da avere una qualsiasi forma di banda tra quelle possibile con i filtri a elementi concentrati (passa basso, passa banda, ecc.) con l'eccezione del filtro passa alto, che in generale è solo approssimativo. Tutte le classi di filtri usati nelle progettazioni a elementi concentrati (Butterworth, Chebyshev, ecc.) possono essere implementati usando un approccio a elementi distribuiti.
Ci sono molte forme di componenti utilizzati per costruire filtri ad elementi distribuiti, ma tutti hanno la comune proprietà di causare una discontinuità su una linea di trasmissione. Queste discontinuità presentano una impedenza reattiva a un fronte d'onda che viaggia lungo la linea e queste reattanze possono essere scelte, in base alla progettazione, per approssimare il comportamento di induttori, condensatori, o risuonatori concentrati, così come richiesto dal filtro.
Lo sviluppo di filtri a elementi distribuiti è stato stimolato dalla necessità militare di radar e contromisure elettroniche durante la Seconda Guerra Mondiale. I filtri analogici a elementi concentrati erano stati sviluppati molto tempo prima, ma questi nuovi sistemi militari operavano alle frequenze delle microonde ed erano necessari nuovi modelli di filtri. Quando la guerra finì, la tecnologia trovò applicazioni nei ponti radio a microonde utilizzati dalle compagnie telefoniche o dal altre organizzazioni con grandi reti di comunicazione fissa, come le emittenti televisive. Al giorno d'oggi la tecnologia può essere trovata in diversi articoli di consumo prodotti in serie, come i low noise block converter (la figura 1 mostra un esempio) usati con le antenne paraboliche per la televisione satellitare.

## Considerazioni generali

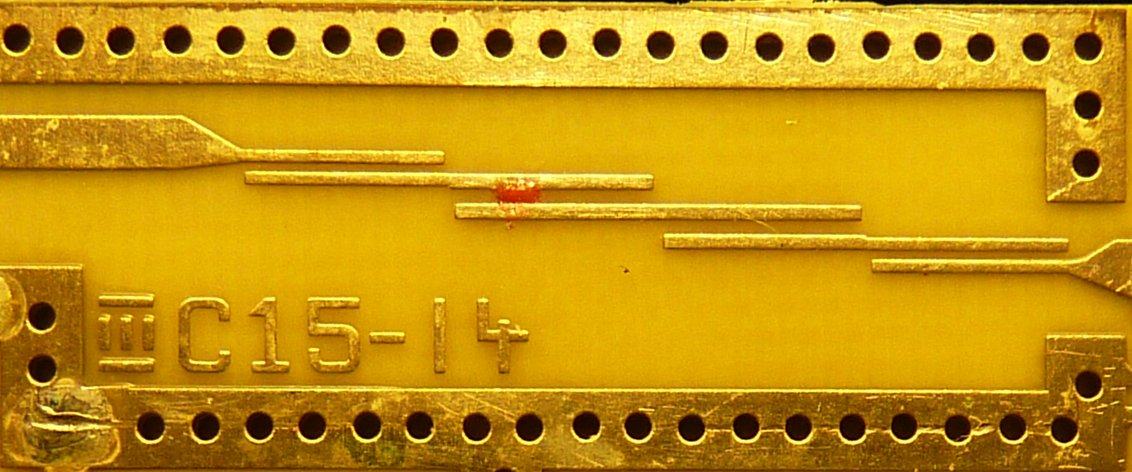
Figura 2. Un filtro a linee parallele accoppiate nella costruzione di una microstriscia

Il simbolo λ è usato per indicare la lunghezza d'onda del segnale che viene trasmesso sulla linea o una sezione della linea di tale lunghezza elettrica.
I filtri a elementi distribuiti sono usati principalmente a frequenze sopra la banda delle VHF (Very High Frequency) (da 30 a 300 MHz). A queste frequenze, la lunghezza fisica dei componenti passivi è una frazione significativa della lunghezza d'onda corrispondente alla frequenza operativa, per cui diventa difficile usare il modello a elementi concentrati convenzionale. Il punto esatto al quale il modello a elementi distribuiti diviene necessario dipende dalla particolare progettazione in esame. Una regola pratica comune è applicare il modello a elementi distribuiti quando le dimensioni dei componenti sono maggiori di 0,1λ. La crescente miniaturizzazione dell'elettronica ha fatto sì che le progettazioni dei circuiti diventino sempre più piccole rispetto a λ. Come conseguenza di questi progressi, le frequenze oltre le quali diventa necessario un approccio a elementi distribuiti per la progettazione di un filtro stanno diventando sempre più elevate. D'altra parte, generalmente le dimensioni della struttura di un'antenna sono paragonabili a λ in tutte le bande di frequenza e richiedono il modello a elementi distribuiti.
La differenza nel comportamento più evidente tra un filtro a elementi distribuiti e la sua approssimazione a elementi concentrati è che il primo avrà intervalli multipli di frequenze corrispondenti a ripetizioni della banda passante rispetto alla banda passante che si ha con il prototipo a elementi concentrati, perché le caratteristiche di trasferimento della linea di trasmissione si ripetono a intervalli armonici. Nella maggior parte dei casi queste bande passanti spurie sono indesiderate.
Per chiarezza di presentazione, i diagrammi in questo articolo sono disegnati con i componenti implementati nel formato a stripline. Ciò non implica una preferenza del settore, sebbene i formati con linee di trasmissione planari (cioè, i formati in cui i conduttori consistono in strisce piatte) siano popolari poiché possono essere implementati usando tecniche prestabilite di produzione di circuiti stampati. Le strutture mostrate possono essere implementate anche usando tecniche basate su microstrip o su stripline immerse nel supporto (con opportuni adattamenti nelle dimensioni) e possono essere adattate a cavi coassiali, cavi bifilari e guide d'onda, sebbene alcune strutture siano più adatte per alcune implementazioni rispetto ad altre. Le implementazioni a filo aperto, ad esempio, di un certo numero di strutture sono mostrate nella seconda colonna della figura 3 e si possono trovare gli equivalenti a filo aperto per la maggior parte delle altre strutture con stripline. Nelle progettazioni di circuiti integrati vengono usate anche le linee di trasmissione planari.

## Storia
Lo sviluppo di filtri a elementi distribuiti è iniziato negli anni prima della Seconda Guerra Mondiale. Warren P. Mason è stato il padre degli studi nel campo dei circuiti a elementi distribuiti. Un importante articolo sull'argomento venne pubblicato da Mason e Sykes nel 1937. Mason aveva depositato un brevetto molto prima, nel 1927 e tale brevetto conteneva il primo progetto elettrico pubblicato che si allontanava dall'analisi a elementi concentrati. Il lavoro di Mason e Sykes era focalizzato sui formati con cavi coassiali e coppie bilanciate di fili – le tecnologie planari non erano ancora in uso. Si è avuto un grande sviluppo durante gli anni della guerra, spinto dalle esigenze di filtraggio per i radar e per le contromisure elettroniche. Molto di questo si ebbe presso il MIT Radiation Laboratory, ma furono coinvolti anche altri laboratori negli Stati Uniti e nel Regno Unito.
Alcuni importanti progressi nella teoria delle reti elettriche erano necessari prima che i filtri potessero essere migliorati oltre le progettazioni in tempo di guerra. Uno di questi fu la teoria delle linee commisurate di Paul Richards. Le linee commisurate sono reti nelle quali tutti gli elementi sono della stessa lunghezza (o in alcuni casi di lunghezza multipla rispetto alla lunghezza base), sebbene possano differire in altre dimensioni per dare differenti impedenze caratteristiche. La trasformazione di Richards consente di prendere una progettazione a elementi concentrati "così com'è" e di trasformarla direttamente in una progettazione a elementi distribuiti utilizzando un'equazione di trasformazione molto semplice.
La difficoltà con la trasformazione di Richards, dal punto di vista della realizzazione pratica di filtri, era che la progettazione a elementi distribuiti così ottenuta include invariabilmente elementi connessi in serie. Ciò non era possibile da implementare nelle tecnologie planari ed era spesso sconveniente nelle altre tecnologie. Questo problema venne risolto da K. Kuroda utilizzando trasformatori di impedenza per eliminare gli elementi in serie. Egli pubblicò un insieme di trasformazioni note come identità di Kuroda nel 1955, ma questo lavoro venne scritto in giapponese e passarono diversi anni prima che le sue idee venissero incorporate nella letteratura in lingua inglese.
Dopo la guerra, un importante percorso di ricerca stava cercando di aumentare la larghezza di banda di progettazione dei filtri a banda larga. Questo approccio usato all'epoca (e ancora in uso oggi) consisteva nell'iniziare con un filtro prototipo a elementi concentrati e, attraverso varie trasformazioni, arrivare al filtro desiderato in una forma a elementi distribuiti. Questo approccio sembrava essere bloccato a un Q minimo di cinque (vedere sotto filtri passa-banda per una spiegazione su Q). Nel 1957, Leo Young presso lo Stanford Research Institute pubblicò un metodo per progettare filtri che "iniziavano" con un prototipo a elementi distribuiti. Questo prototipo era basato su trasformatori di impedenza a un quarto d'onda ed era in grado di produrre modelli con larghezze di banda fino a un'ottava, corrispondente a un Q di circa 1,3. Alcune delle procedure di Young in tale articolo erano empiriche, ma successivamente, vennero pubblicate le soluzioni esatte. L'articolo di Young riguarda nello specifico i risonatori a cavità accoppiati direttamente, ma la procedura può essere ugualmente applicata ad altri tipi di risonatori ad accoppiamento diretto, come quelli che si trovano nelle moderne tecnologie planari ed illustrati in questo articolo. Il filtro a gap capacitivo (figura 8) e il filtro a linee accoppiate parallele (figura 9) sono esempi di risonatori ad accoppiamento diretto.

Figura 3. Alcune semplici strutture planari di filtri sono mostrate nella prima colonna. La seconda colonna mostra il circuito equivalente a filo aperto per queste strutture. La terza colonna è un'approssimazione a elementi semi-concentrati dove gli elementi contrassegnati con K o J sono rispettivamente trasformatori di impedenza o ammettenza. La quarta colonna mostra un'approssimazione a elementi concentrati facendo l'ulteriore assunzione che i trasformatori d'impedenza siano trasformatori λ/4.
a. Uno stub di cortocircuito in parallelo con la linea principale.
b. Uno stub a circuito aperto in parallelo con la linea principale.
c. Una linea di cortocircuito accoppiata con la linea principale.
d. Linee cortocircuitate accoppiate.
e. Linee a circuito aperto accoppiate.
rappresenta una connessione attraverso il supporto per avere un collegamento con il piano di massa sotto.

L'introduzione delle tecnologie planari stampate ha semplificato notevolmente la produzione di molti componenti per le microonde inclusi i filtri e quindi è diventata possibile la produzione di circuiti integrati per le microonde. Non si sa quando hanno avuto origine le linee di trasmissione planari, ma esperimenti che le utilizzavano vennero riportati già nel 1936. L'inventore della stripline stampata, tuttavia, è noto; esso fu Robert M. Barrett che ne pubblicò l'idea nel 1951. Questo prese piede rapidamente e la stripline di Barrett presto diede luogo a una feroce concorrenza commerciale da parte dei formati planari concorrenti, specialmente quello triplo e la microstrip. Il generico termine stripline nell'uso moderno solitamente si riferisce al formato poi noto come triplo.
I primi filtri risonatori ad accoppiamento diretto con stripline erano accoppiati all'estremità, ma la lunghezza era ridotta e la compattezza successivamente è aumentata con l'introduzione dei filtri a linee accoppiate parallele, dei filtri interdigitali, e dei filtri a pettine (comb-line filters). Molto di questo lavoro venne pubblicato del gruppo presso Stanford guidato da George Matthaei e che includeva anche Leo Young menzionato sopra, in un libro storico che ancora oggi funge da riferimento per i progettisti di circuiti. Il filtro ad hairpin (hairpin filter) venne descritto per la prima volta nel 1972. Negli anni '70, la maggior parte delle topologie di filtro oggi di uso comune erano già state descritte. Ricerche più recenti si sono concentrate su classi matematiche nuove o varianti dei filtri, quali il filtro pseudo-ellittico, pur utilizzando le stesse topologie di base, o con tecnologie basate su implementazioni alternative quali stripline sospese e finline.
La prima applicazione non militare dei filtri a elementi distribuiti furono i ponti radio a microonde usati dalle compagnie di telecomunicazioni per fornire le dorsali delle loro reti. Questi collegamenti venivano usati anche da altre industrie con reti fisse di grandi dimensioni, in particolare emittenti televisive. Tali applicazioni facevano parte di grandi programmi di investimento di capitali. Tuttavia, la produzione di massa ha reso la tecnologia abbastanza economica da incorporarla nei sistemi di televisione satellitare domestica. Un'applicazione emergente si trova nei filtri a superconduttori per l'uso nelle stazioni base per celle radio gestite dalle compagnie di telefonia mobile.

## Componenti di base
La più semplice struttura che può essere implementata è una brusca variazione nell'impedenza caratteristica della linea, che introduce una discontinuità nelle caratteristiche di trasmissione. Ciò viene fatto nelle tecnologie planari mediante un cambiamento della larghezza della linea di trasmissione. La figura 4(a) mostra un aumento dell'impedenza (le linee più strette hanno un'impedenza più elevata). Una diminuzione dell'impedenza corrisponderebbe all'immagine speculare della figura 4(a). La discontinuità può essere rappresentata approssimativamente come un induttore in serie, o più precisamente, come un circuito T passa-basso come mostrato nella figura 4(a). Le discontinuità multiple sono spesso accoppiate insieme con trasformatori di impedenza per produrre un filtro di ordine più elevato. Questi trasformatori di impedenza possono essere solo un breve tratto (spesso λ/4) della linea di trasmissione. Queste strutture composte possono implementare una qualsiasi delle famiglie di filtri (Butterworth, Chebyshev, ecc.) approssimando la funzione di trasferimento razionale del corrispondente filtro a elementi concentrati. Questa corrispondenza non è esatta poiché i circuiti a elementi distribuiti non possono essere razionali ed è la ragione principale della diversità tra il comportamento tra elementi concentrati e elementi distribuiti. I trasformatori di impedenza sono usati anche nelle combinazioni ibride di filtri a elementi concentrati e filtri a elementi distribuiti (le cosiddette strutture semiconcentrate).

Figura 4. Più elementi stripline e le loro controparti a elementi concentrati.
a. Un'impedenza che cambia bruscamente.
b. Una linea che termina bruscamente.
c. Un foro o taglio in una linea.
d. Una mezzo taglio trasversale lungo la linea.
e. Un taglio intero (gap) nella linea.

Un altro componente molto comune tra i filtri a elementi distribuiti è lo stub. Su un intervallo ristretto di frequenze, uno stub può essere utilizzato come condensatore o induttore (la sua impedenza è determinata dalla sua lunghezza) ma su una banda ampia si comporta come un risonatore. Un cortocircuito, formalmente uno stub a un quarto d'onda come in figura 3(a), si comporta come un antirisonatore LC in shunt, mentre un circuito aperto, formalmente uno stub a un quarto d'onda come in figura 3(b), si comporta come un risonatore LC serie (spiegazione:). Gli stub possono essere usati anche in congiunzione con i trasformatori di impedenza per costruire filtri più complessi e, come ci si aspetterebbe dalla loro natura risonante, sono molto utili nelle applicazioni passa-banda. Gli stub a circuito aperto pur essendo più facili da produrre nelle tecnologie planari, presentano l'inconveniente che la terminazione si discosta notevolmente da un circuito aperto ideale (vedere figura 4(b)), portando spesso a una preferenza per gli stub con cortocircuito (è sempre possibile usare uno al posto dell'altro aggiungendo o sotrraendo λ/4 alla o dalla lunghezza).
Un risonatore elicoidale è simile a uno stub, in quanto richiede un modello a elementi distribuiti per essere rappresentato, ma in realtà è costruito utilizzando elementi concentrati. I risonatori elicoidali sono costruiti in un formato non planare e consistono in un avvolgimento di filo, su un nucleo, e sono collegati solo a un'estremità. Il dispositivo di solito si trova in una lattina schermata con un foro nella parte superiore per la regolazione del nucleo. Esso apparirà spesso fisicamente molto simile ai risonatori LC concentrati usati per uno scopo simile. Questi dispositivi sono molto utili nelle bande delle alte VHF e delle basse UHF mentre gli stub si applicano più spesso nelle bande delle alte UHF e delle SHF.
Le linee accoppiate (figure 3(c-e)) possono essere usate anche come elementi che fungono da filtri; come gli stub, possono agire come risonatori e allo stesso modo essere terminati in cortocircuito o circuito aperto. Le linee accoppiate tendono a essere preferite nelle tecnologie planari, dove sono facili da implementare, mentre gli stub tendono ad essere preferiti negli altri casi. L'implementazione di un vero circuito aperto nella tecnologia planare non è fattibile a causa dell'effetto del dielettrico del substrato che farà sempre sì che il circuito equivalente contenga una capacità di shunt. Nonostante ciò, i circuiti aperti vengono spesso utilizzati nei formati planari rispetto ai cortocircuiti perché sono più facili da implementare. Numerose tipologie di elementi possono essere classificate come linee accoppiate e nelle figure è mostrata una selezione di quelle più comuni.
Nelle figure 3 e 4 vengono mostrate alcune strutture comuni, insieme alle loro controparti a elementi concentrati. Queste approssimazioni di elementi concentrati non devono essere prese come circuiti equivalenti ma piuttosto come una guida al comportamento degli elementi distribuiti su un certo intervallo di frequenze. Le figure 3(a) e 3(b) mostrano, rispettivamente, uno stub con cortocircuito e a circuito aperto. Quando la lunghezza degli stub è λ/4, essi si comportano, rispettivamente, come anti-risonatori o risonatori e perciò sono utili, rispettivamente, come elementi nei filtri passa-banda e nei filtri elimina-banda. La figure 3(c) mostra una linea cortocircuitata accoppiata alla linea principale. Questa si comporta anche come un risonatore, ma è usata comunemente nelle applicazioni con i filtri passa-banda con la frequenza di risonanza ben al di fuori della banda di interesse. Le figure 3(d) e 3(e) mostrano strutture con linee accoppiate che sono entrambi utili nei filtri passa-banda. Le strutture delle figure 3(c) e 3(e) hanno circuiti equivalenti che coinvolgono stub posti in serie con la linea. Una tale topologia è semplice da implementare in circuiti a filo aperto ma non con una tecnologia planare. Perciò queste due strutture sono utili per implementare un elemento equivalente in serie.

## Filtri passa-basso

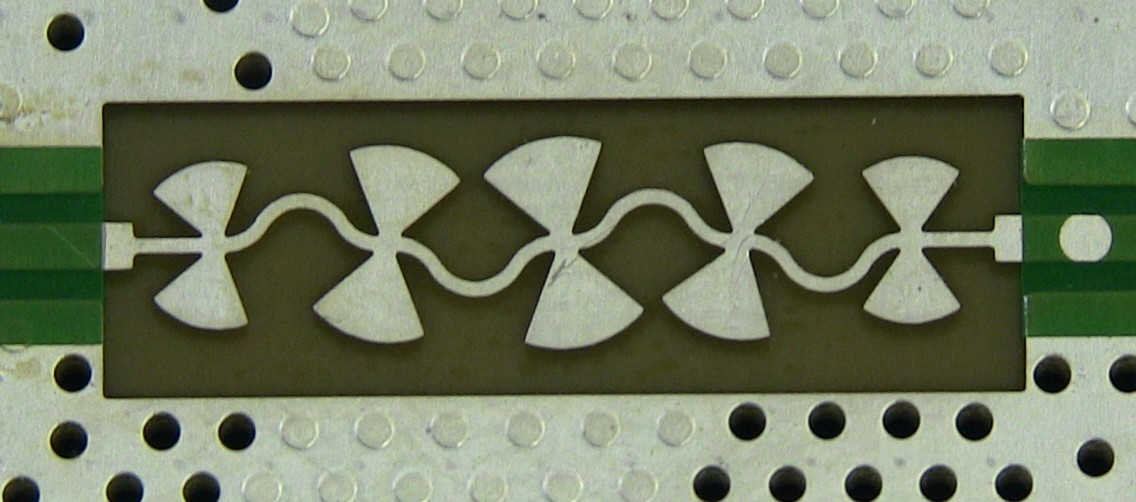
Un filtro passa-basso a microstrip implementato con degli stub a farfalla all'interno di un analizzatore di spettro Agilent N9344C da 20 GHz

Figura 5. Filtro passa-basso con salti d'impedenza formato da sezioni di linea ad alta e bassa impedenza che si alternano

Un filtro passa-basso può essere implementato in modo piuttosto diretto mediante prototipi a elementi concentrati con topologia a scaletta con il filtro a salti di impedenza mostrato nella figura 5. Questa è chiamata anche progettazione a linee in cascata. Il filtro consiste in sezioni di linea ad alta e bassa impedenza che si alternano che corrispondono agli induttori in serie e ai condensatori in shunt nell'implementazione a elementi concentrati. I filtri passa-basso sono usati comunemente per alimentare i componenti attivi preservando la polarizzazione in corrente continua (CC). I filtri destinati a questa applicazione sono talvolta denominati choke. In tali casi, ogni elemento del filtro ha lunghezza λ/4 (dove λ è la lunghezza d'onda del segnale sulla linea principale che deve essere bloccato impedendone la trasmissione alla sorgente CC) e le sezioni ad alta impedenza della linea sono realizzate più strette possibile in base a quanto consente la tecnologia di produzione, allo scopo di massimizzare l'induttanza. Si possono aggiungere ulteriori sezioni a seconda delle prestazioni richieste al filtro proprio come si farebbe per la controparte a elementi concentrati. Così come la forma planare mostrata, questa struttura è particolarmente adatta per le implementazioni coassiali con dischi metallici alternati e isolante intorno al conduttore centrale.

Figura 6. Un'altra forma di filtro passa-basso con salti d'impedenza che incorpora risonatori in shunt

Un esempio più complesso di progettazione con salti d'impedenza viene presentata nella figura 6. Nuovamente, le linee strette sono usate per implementare induttori e le linee larghe corrispondono a condensatori, ma in questo caso, la controparte a elementi concentrati ha dei risonatori connessi in shunt attraverso la linea principale. Questa topologia può essere utilizzata per progettare filtri ellittici o filtri di Chebyshev con poli di attenuazione nella banda da eliminare (supponendo di voler realizzare un filtro elimina-banda). Tuttavia, il calcolo dei valori dei componenti per queste strutture è un processo complicato e ha portato i progettisti a scegliere spesso di implementarli invece come filtri m-derivati, che hanno buone prestazione e per i quali i calcoli sono molto più facili. Lo scopo di incorporare i risonatori è migliorare la reiezione di banda. Tuttavia, oltre la frequenza di risonanza del risonatore a più alta frequenza, la reiezione di banda inizia a deteriorarsi mentre il comportamento dei risonatori si avvicina a quello di un circuito aperto. Per questa ragione, i filtri costruiti per questa progettazione spesso hanno un condensatore singolo addizionale con salto di impedenza come elemento finale del filtro. Ciò garantisce anche una buona reiezione alle alte frequenze.

Figura 7. Filtri passa-basso costruiti da stub.
a. Stub standard sui lati alternati della linea principale distanziati λ/4.
b. Costruzione simile usando degli stub a farfalla.
c. Varie forme di stub, rispettivamente, stub raddoppiati in parallelo, stub radiale, stub a farfalla (stub radiali paralleli), stub a trifoglio (stub radiali tripli paralleli).

Un'altra tecnica comune di progettazione di filtri passa-basso è quella di implementare i condensatori di shunt come stub con la frequenza di risonanza regolata al di sopra della frequenza operativa in modo tale che l'impedenza dello stub sia capacitiva nella banda passante. Questa implementazione ha una controparte a elementi concentrati la cui forma generale è simile al filtro di figura 6. Dove lo spazio lo permette, gli stub possono essere posizionati su lati alternati della linea principale come mostrato in figura 7(a). Lo scopo di ciò è impedire l'accoppiamento tra stub adiacenti, il quale riduce le prestazioni del filtro alterando la risposta in frequenza. Tuttavia, una struttura con tutti gli stub sullo stesso lato è ancora una progettazione valida. Se è richiesto che lo stub sia una linea a impedenza molto bassa, allora lo stub potrebbe essere scomodo da realizzare a causa della larghezza. In questi casi, una possibile soluzione è connettere due stub più stretti in parallelo. In pratica, in corrispondenza di ogni posizione in cui si poneva un solo stub se ne pongono due, uno stub su "entrambi i lati" della linea. Uno svantaggio di questa topologia è che sono possibili modalità di risonanza trasversale aggiuntive lungo il tratto di linea di lunghezza λ/2 formata dai due stub insieme. Per la progettazione di un choke, il requisito è semplicemente quello di rendere la capacità più grande possibile, per cui la larghezza massima di ciascuno stub di λ/4 può essere utilizzata con entrambi gli stub in parallelo su ciascun lato della linea principale. Il filtro risultante sembra piuttosto simile al filtro con salti di impedenza della figura 5, ma è stato progettato su principi completamente diversi. Una difficoltà nell'uso di stub così larghi è che il punto in cui sono connessi alla linea principale non è ben definito. Uno stub stretto rispetto a λ può essere considerato come se fosse connesso sul centro della sua linea e i calcoli basati su tale ipotesi prevederanno accuratamente la risposta del filtro. Per uno stub largo, tuttavia, i calcoli che presumono che la diramazione laterale sia connessa in un punto definito sulla linea principale portano a imprecisioni in quanto questo non è più una buona descrizione del modello di trasmissione. Una soluzione a questa difficoltà è usare stub radiali invece di stub lineari. Una coppia di stub radiali in parallelo (uno su ciascun lato della linea principale) è chiamata stub a farfalla (vedere figura 7(b)). Un gruppo di tre stub radiali in parallelo, che può essere ottenuto alla fine di una linea, è chiamato stub a trifoglio.

## Filtri passa-banda
Un filtro passa basso può essere costruito usando qualsiasi elemento che possa risuonare. Chiaramente, i filtri che usano degli stub possono essere realizzati in modo da essere filtri passa-banda; sono possibili numerose altre strutture e alcune vengono presentate sotto.
Un parametro importante quando si discuta di filtri passa-banda è la larghezza di banda frazionaria. Questa è definita come il rapporto tra la larghezza di banda e la frequenza centrale in media geometrica. Il reciproco di questa quantità è chiamata fattore di merito, Q. Se ω1 e ω2 sono le frequenze corrispondenti ai limiti della banda passante, allora:
larghezza di banda {\displaystyle \Delta \omega =\omega _{2}-\omega _{1}\,},
frequenza centrale in media geometrica {\displaystyle \omega _{0}={\sqrt {\omega _{1}\omega _{2}}}} e
{\displaystyle Q={\frac {\omega _{0}}{\Delta \omega }}}

### Filtro a gap capacitivo

Figura 8. Filtro con stripline a gap capacitivo

La struttura a gap capacitivo consiste in sezioni di linea line di lunghezza pari a circa λ/2 che fungono da risonatori e sono accoppiati alle estremità mediante dei gap, ossia dei tagli interi, nella linea di trasmissione. Particolarmente indicata per formati planari, è facilmente implementabile con tecnologia a circuiti stampati e presenta il vantaggio non occupare più spazio di quanto farebbe una semplice linea di trasmissione. Il limite di questa topologia è che le prestazioni (in particolare le perdite di inserzione) peggiorano all'aumentare della larghezza di banda frazionaria e, con un Q inferiore a circa 5, non si ottengono risultati accettabili. Un'ulteriore difficoltà nella produzione di progettazioni con un Q basso è che, per larghezze di banda frazionarie maggiori, è richiesta una larghezza inferiore del gap. La larghezza minima dei gap, così come la larghezza minima delle tracce, è limitata dalla risoluzione della tecnologia a circuiti stampati.

### Filtro a linee accoppiate parallele

Figura 9. Filtro a linee accoppiate parallele con stripline. Comunemente, questo filtro è stampato ad angolo, come mostrato, per ridurre al minimo lo spazio occupato sul supporto, sebbene questa non sia una caratteristica essenziale della progettazione. È anche comune che l'elemento finale o le metà sovrapposte dei due elementi terminali abbiano una larghezza minore per ragioni di adattamento (non mostrato in questo diagramma, vedere Figura 1).

Le linee parallele accoppiate rappresentano un'altra topologia popolare per i circuiti stampati, per cui le linee a circuito aperto sono le più semplici da implementare poiché la fabbricazione consiste in null'altro che la traccia stampata. La progettazione consiste in una fila di risonatori λ/2 paralleli, ma accoppiati solo su un tratto λ/4 a ciascuno dei risonatori vicini, formando così una linea sfalsata come mostrato nella figura 9. Con questo filtro sono possibili larghezze di banda frazionarie maggiori rispetto al filtro a gap capacitivo, ma sui circuiti stampati si pone un problema simile poiché le perdite nel dielettrico riducono il Q. Le linee con un Q più basso richiedono un accoppiamento più stretto e gap più piccoli tra esse ma ciò è limitato dall'accuratezza del processo di stampa. Una soluzione a questo problema consiste nello stampare la traccia su strati multipli con le linee adiacenti in sovrapposizione ma non in contatto poiché sono su strati differenti. In questo modo, le linee possono essere accoppiate sfruttandone la larghezza, il che si traduce in un accoppiamento molto più forte rispetto a quando sono accoppiate da lato a lato e, a parità di prestazioni, diventa possibile un gap più grande. Per altre tecnologie (non a circuito stampato), le linee cortocircuitate possono essere preferite poiché il cortocircuito fornisce un punto di attacco dal punto di vista meccanico per la linea e gli isolanti dielettrici per la riduzione del Q non sono richiesti ai fini del supporto meccanico. Indipendentemente dalle ragioni meccaniche e di montaggio, c'è poca preferenza per linee accoppiate a circuito aperto rispetto a quelle cortocircuitate. Entrambe le strutture possono realizzare la stessa gamma di implementazioni di filtri con le stesse prestazioni elettriche. Entrambi i tipi di filtri ad accoppiato in parallelo, in teoria, non hanno bande passanti spurie al doppio della frequenza centrale come invece si nota in molte altre topologie di filtri (ad esempio, gli stub). Tuttavia, la soppressione di questa banda passante spuria richiede una sintonizzazione perfetta delle linee accoppiate che nella pratica non è realizzata, quindi inevitabilmente c'è una banda passante spuria residua a questa frequenza.

#### Filtro ad hairpin

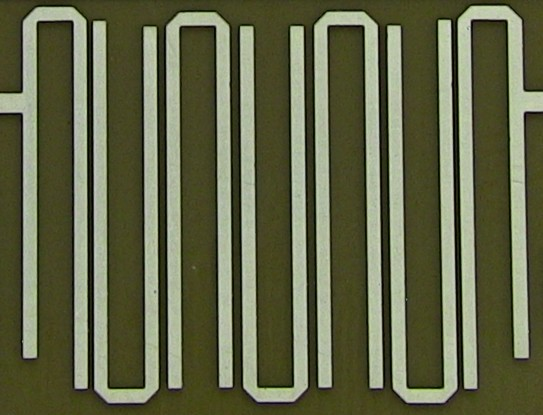
Un filtro ad hairpin con microstrip, in un circuito stampato con piste in PCB, implementato in un analizzatore di spettro Agilent N9344C

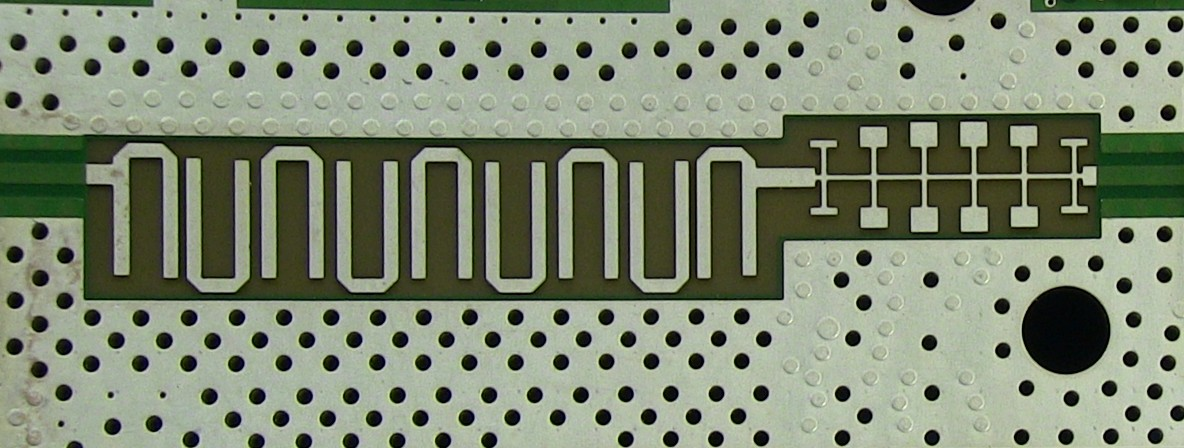
Un filtro ad hairpin con microstrip seguito da un filtro passa-basso con stub su un circuito stampato con piste in PCB in un analizzatore di spettro Agilent N9344C da 20 GHz

Figura 10. Filtro ad hairpin con stripline

Il filtro ad hairpin è un'altra struttura che utilizza linee accoppiate parallele. In questo casi, ogni coppia di linee parallele è connessa alla coppia successiva mediante un breve collegamento. Le forme ad "U" così ottenute prendono il nome di hairpin (letteralmente forcina) e si parla di filtro ad hairpin. In alcune progettazioni il collegamento può essere più lungo, dando luogo ad un ampio hairpin che agisce da trasformatore di impedenza a λ/4 tra le sezioni. Le curve ad angolo che si vedono nella figura 10 sono comuni alle progettazioni con stripline e rappresentano un compromesso tra un angolo retto e uno acuto, il quale produce una grande discontinuità e una curva morbida, che occupa un'area maggiore nel supporto, la quale può essere gravemente limitata in alcuni prodotti. Tali curve si vedono spesso negli stub lunghi dove altrimenti non potrebbero essere inserite nello spazio disponibile. Il circuito equivalente a elementi concentrati di questo tipo di discontinuità è simile alle discontinuità con salti di impedenza. Esempi di tali stub possono essere visti in corrispondenza degli ingressi per la polarizzazione di vari componenti nella fotografia che si vede nella parte superiore dell'articolo.

### Filtro interdigitale

Figura 11. Filtro interdigitale a stripline

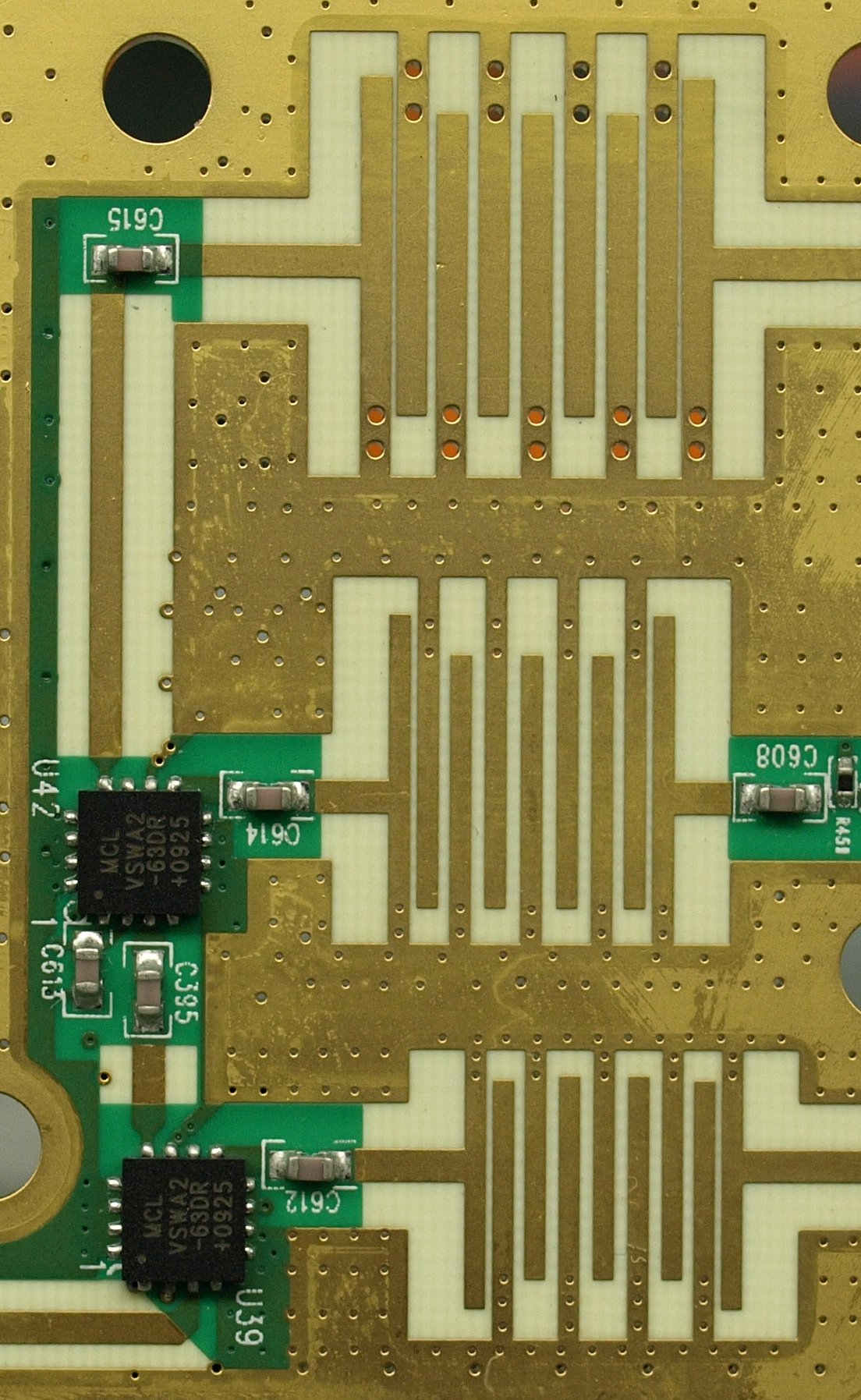
Tre filtri interdigitali a linee accoppiate da un analizzatore di spettro con piste in PCB

I filtri interdigitali sono un'altra forma di filtro a linee accoppiate. Ogni sezione di linea ha una lunghezza di circa λ/4 e viene terminata con un cortocircuito solo ad una estremità, mentre l'altra estremità viene lasciata aperta. Le estremità in cortocircuito si alternano su ogni sezione di linea. Questa topologia è semplice da implementare nelle tecnologie planari, ma si presta particolarmente anche ad un assemblaggio meccanico di linee fissate all'interno di un contenitore metallico. Le linee si possono presentare come aste circolari o barre rettangolari e l'interfacciamento con il formato coassiale è facile. Come con il filtro a linee accoppiate, il vantaggio di una disposizione meccanica che non richiede isolanti per il supporto è che le perdite dielettriche vengono eliminate. Il requisito della spaziatura tra le linee non è così rigoroso come nella struttura a linee parallele; in quanto tale, è possibile ottenere larghezze di banda frazionarie più elevate e sono possibili valori di Q bassi, fino a 1,4.
Il filtro a pettine (comb-line filter) è simile al filtro interdigitale in quanto si presta al montaggio meccanico in un contenitore metallico senza supporto dielettrico. Nel caso del filtro a pettine, tutte le linee sono cortocircuitate alla stessa estremità piuttosto che ad estremità alternate. Le altre estremità vengono terminate con condensatori verso terra e, di conseguenza, la progettazione viene classificata come a elementi semi-concentrati. Il vantaggio principale di questa progettazione è che la banda superiore da eliminare può essere resa molto ampia, ovvero priva di bande passanti spurie a tutte le frequenze di interesse.

### Filtri passa-banda con stub

Figura 12. Filtro con stub a stripline composto da stub cortocircuitati di lunghezza λ/4

Come accennato in precedenza, gli stub si prestano a progettazioni per filtri passa-banda. Le forme generali di queste progettazioni sono simili ai filtri passa-basso con stub tranne che la linea principale non è più una linea stretta ad alta impedenza.
I progettisti hanno molte differenti topologie di filtri con stub tra cui scegliere, alcune delle quali producono risposte identiche. Un esempio di filtro con stub è mostrato in figura 12; esso consiste in una fila di stub cortocircuitati di lunghezza λ/4 accoppiati insieme mediante trasformatori di impedenza a λ/4. Gli stub nel corpo del filtro sono stub doppi paralleli mentre gli stub sulle sezioni alle estremità sono solo singoli, una disposizione che presenta vantaggi di adattamento di impedenza. I trasformatori di impedenza hanno l'effetto di trasformare la fila di anti-risonatori in shunt in una scaletta di risonatori in serie e anti-risonatori in shunt. Un filtro con proprietà simili può essere costruito con stub a circuito aperto da λ/4 posizionati in serie con la linea e accoppiati insieme con trasformatori di impedenza a λ/4, sebbene questa struttura non sia possibile nelle tecnologie planari.

Figura 13. Stub a farfalla da 60° di Konishi

Ancora un'altra struttura disponibile è rappresentata dagli stub a circuito aperto di lunghezza λ/2 attraverso la linea accoppiati con trasformatori di impedenza a λ/4. Questa topologia ha caratteristiche sia di passa-basso che di passa-banda. Poiché la CC passerà, è possibile trasmettere tensioni di polarizzazione a componenti attivi senza la necessità di condensatori di blocco. Inoltre, poiché non sono richiesti collegamenti di cortocircuito, non sono richieste operazioni di assemblaggio oltre alla stampa del circuito stampato quando queste strutture vengono implementate con stripline. Gli svantaggi sono: (i) il filtro occuperà più spazio sul supporto rispetto al corrispondente filtro con stub da λ/4, poiché tutti gli stub sono due volte più lunghi; (ii) la prima banda passante spuria si trova a 2ω0, al contrario di 3ω0 come invece accade con il filtro con stub da λ/4.
Konishi descrive un filtro passa-banda a larga banda da 12 GHz, che utilizza stub a farfalla da 60° e che presenta anche una risposta passa-basso (sono necessari stub cortocircuitati per impedire tale risposta). Come spesso accade con i filtri a elementi distribuiti, la forma di banda in cui è classificato il filtro dipende in gran parte dalle bande desiderate e da quelle considerate spurie.

## Filtri passa-alto
Filtri passa-alto originali sono difficili, se non impossibili, da implementare con elementi distribuiti. L'approccio usuale di progettazione consiste nel cominciare con una progettazione passa-banda, ma fare in modo che la banda soppressa superiore si presenti a frequenze così alte da non essere d'interesse. Tali filtri sono descritti come pseudo-passa-alto e la banda soppressa superiore è descritta come una banda soppressa vestigiale. Anche le strutture che sembrano avere una topologia passa-alto "ovvia", come il filtro a gap capacitivo della figura 8, risultano essere passa-banda quando si considera il loro comportamento per lunghezze d'onda molto piccole.